# À la recherche de Grégory
Pour plus de détails, voir Fiche technique et Distribution.
À la recherche de Grégory (italien : Alla ricerca di Gregory ; anglais : 	In Search of Gregory) est un mélodrame britannico-italien réalisé par Peter Wood (en) et sorti en 1969.

## Synopsis
La jeune Catherine Morelli quitte Rome, où elle vit, pour se rendre à Genève, où se déroule la cérémonie de mariage de son père. Max, son père, lui présente Gregory Mulvey, un éventuel prétendant assez discret. Catherine commence alors à poursuivre Grégory qui dans son esprit devient autant un fantasme qu'une véritable personne.

## Fiche technique
- Titre français : À la recherche de Grégory[1]
- Titre original anglais : In Search of Gregory[2]
- Titre italien : Alla ricerca di Gregory[3]
- Réalisation : Peter Wood (en)
- Scenario : Tonino Guerra, Lucile Laks
- Photographie :	Otto Heller, Giorgio Tonti
- Montage : John Bloom
- Musique : Ron Grainer
- Décors : Piero Poletto (it)
- Costumes : Gabriella Falk
- Maquillage : Wally Schneiderman
- Producteur : Joseph Janni, Daniele Senatore, Edward Joseph
- Société de production : Vera Films, Vic Films Productions
- Pays de production :  Italie -  Royaume-Uni
- Langue originale : anglais britannique
- Format : couleurs par Telecolor - 1,85:1
- Durée : 90 minutes
- Genre : mélodrame
- Dates de sortie :
  - Royaume-Uni : novembre 1969
  - Italie : 9 mai 1970
  - France : 20 janvier 1971

## Distribution
- Julie Christie : Catherine Morelli
- Michael Sarrazin : Gregory Mulvey
- John Hurt : Daniel
- Adolfo Celi : Max
- Paola Pythagoras : Nicole
- Roland Culver : Wardle
- Tony Selby : Chauffeur de taxi
- Ernesto Pagano : Prêtre
- Violetta Chiarini : Paquita
- Luisa De Santis : Giselle
- Gabriella Giorgelli : Encarna
- Gordon Gostelow : Homme âgé

## Production
Le film a été produit par Vera Films S.p.a. et Vic Films Productions.
Il a été tourné en France, en Allemagne, à Genève et en Italie, à Milan. À l'époque, Julie Christie était l'une des actrices les plus en vue et elle a accepté de tourner le film parce qu'il lui offrait la possibilité d'être non loin du plateau parisien où son petit ami de l'époque, l'acteur Warren Beatty, tournait Las Vegas, un couple avec Elizabeth Taylor.